# پادشاهی ریوکیو
پادشاهی ریوکیو (به ژاپنی: 琉球王国، ریوکیو اوکوکو) (به ریوکیویی: 琉球國، روچو کوکو) (چینی سنتی: 琉球國) (چینی ساده‌شده: 琉球国) (به پین‌یین: Liúqiú Guó) که با نام تاریخی انگلیسی Lewchew یا Luchu شناخته می‌شود یک پادشاهی مستقل بوده که بر بیشتر جزایر ریوکیو از قرن پانزدهم تا قرن نوزدهم میلادی فرمانروایی می‌کرده‌است. پادشاهان ریوکیو مردمان جزیره اوکیناوا را متحد کرده و قلمرو خود را تا جزایر آمامی (امروزه متعلق به استان کاگوشیمای ژاپن است) و جزایر ساکیشیما نزدیک تایوان گسترش دادند. با وجود اندازه کوچک، این پادشاهی نقش مهمی در تجارت دوران قرون وسطی شرق و جنوب‌شرق آسیا بر عهده داشت.

## تاریخچه

### سرچشمه پادشاهی
در قرن چهاردهم میلادی، قلمروهای پراکنده جزایر اوکیناوا در سه قلمرو شاهزاده‌نشین متحد شدند: هوکوزان (北山، کوهستان شمالی)، چوزان (中山، کوهستان میانی) و نانزان (南山، کوهستان جنوبی). از این سه شاهزاده‌نشین با نام کلی دوران سه پادشاهی یا سانزان (三山، سه کوهستان) نام برده می‌شود. هوکوزان که بیش از نیمی از جزیره اوکیناوا را در اختیار داشت از لحاظ زمین و قدرت نظامی قویترین اما از لحاظ اقتصادی ضعیفترین بود. چوزان در مرکز و با پایتختی شوری قویترین از لحاظ اقتصاد بود. نانزان در جنوب نیز شامل بندرهای مهم ناها و کانه‌مورا بود که مرکز تحصیلات کلاسیک چینی بودند.
در این دوران چینی‌های زیادی برای تجارت یا خدمت به دولت به این جزایر نقل مکان کردند. بنا به درخواست پادشاه ریوکیو از دودمان مینگ، امپراتور هونگ‌وو در سال ۱۳۹۲ میلادی، ۳۶ خاندان چینی را برای ساماندهی به امور دریایی از فوجیان به ریوکیو انتقال داد. بسیاری از افسران ریوکیو از این خانواده‌های چینی بوده یا نسبشان به آنها می‌رسید. آنها به پیشرفت روابط دیپلماتیک و تکنولوژی ریوکیویی‌ها کمک کردند. پادشاه هاشی شاه چوزان در ۱۴۱۶ موفق به شکست هوکوزان و در ۱۴۲۹ موفق به شکست نانزان شد و برای اولین‌بار با ایجاد دودمان اول شو، توانست این جزایر را با یکدیگر متحد کند. در سال ۱۴۲۱ امپراتور مینگ به او لقب شو (به چینی: 尚، شانگ) را داد (و با نام شوهاشی یا 尚巴志 شناخته شد) و پیروزی او را به رسمیت شناخت.
شوهاشی سیستم سلسله‌مراتبی بارگاه چینی‌ها را برای خودش بکار برد و قلعه شوری و بندرگاه ناها را ساخت. در سال ۱۴۶۹، شو توکو، نوه شوهاشی، که جانشین مذکری نداشت مرد؛ یکی از خدمتکاران اربابان منطقه خود را فرزندخوانده شاه درگذشته نامید و توانست با گرفتن موافقت چینی‌ها به پادشاهی رسیده و دودمان دوم شو را پایه‌گذاری کند. دوره طلایی ریوکیو با به قدرت رسیدن دومین پادشاه دودمان دوم شو با نام شو شین آغاز شد که از ۱۴۷۸ تا ۱۵۲۶ بر سر کار بود.
در پایان قرن پانزدهم، پایین‌ترین جزیره‌های مجمع‌الجزایر ریوکیو به پادشاهی ریوکیو پیوستند. در سال ۱۵۷۱ جزایر آمامی-اوشیما در شمال و در نزدیکی کیوشو به این پادشاهی پیوستند.

## رخدادهای مهم
- ۱۳۷۲ میلادی - فرستادگان دودمان مینگ از اوکیناوا که به سه پادشاهی تقسیم شده بود، دیدن کردند. دادن خراج به امپراتوری چین شروع شد.[۵]
- ۱۴۱۶ میلادی - چوزان به رهبری شو هاشی، ناکیجین گوسکو، پایتخت هوکوزان را به تصرف خود درآورد.[۶]
- ۱۴۲۹ میلادی - چوزان، شیماجیری اوساتو گوسوکو، پایتخت نانزان را به تصرف خود درآورد.[۶]
- ۱۴۷۰ میلادی - شو ان (کانمارو)، دومین دودمان شو را بنیان نهاد.[۶]
- ۱۴۷۷ میلادی - شو شی، پادشاه سوم بر تخت نشست[۶] و دوران طلایی پادشاهی شروع شد.
- ۵ آوریل ۱۶۰۹ میلادی - ارباب قلمروی ساتسوما، در جنوب کیوشو پادشاهی ریوکیو را شکست داده و آن را خراجگزار ژاپن کرد.[۶]
- ۱۶۲۴ میلادی - حاکم ساتسوما جزایر آمامی را به خاک خود ضمیمه کرد.
- ۱۸۴۶ میلادی - دکتر برنارد ژان بتلهیم (فوت شده در ۱۸۷۰)، یک مبلغ آیین پروتستان، به پادشاهی ریوکیو آمد[۶] و اولین بیمارستان خارجی را در معبد نامینو گوکوکوجی ساخت.
- ۱۸۵۳ میلادی - ناخدا متیو پری از نیروی دریایی ایالات متحده آمریکا از پادشاهی ریوکیو دیدن کرد.[۶] بتلهیم با او رفت.
- ۱۸۶۶ میلادی - آخرین هیئت اعزامی دودمان چینگ از این پادشاهی دیدن کرد.
- ۱۸۷۲ میلادی - دولت ژاپن به‌طور یکجانبه، پادشاهی ریوکیو را منحل اعلام کرده و شو تای (尚泰، آخرین پادشاه ریوکیو) را به عنوان سرپرست قلمروی ریوکیو (藩王 با تلفظ هان او) منصوب کرد.
- ۱۸۷۴ میلادی - آخرین مأمور خراجگزاری چین از ناها مرکز منطقه ریوکیو خارج شد.
- ۱۸۷۹ میلادی - ژاپن، منطقه ریوکیو را با استان اوکیناوا جایگزین کرده و این جزیره را به‌طور رسمی به خاک خود ضمیمه کرد.[۶] عنوان مارکیز (侯爵) را به آخرین شاه ریوکیو، شو تای دادند و او را مجبور به رفتن به توکیو کردند.[۷]

## فهرست پادشاهان ریوکیو
| نام         | کانجی    | دوره      | نسب یا دودمان | توضیح |
| ----------- | -------- | --------- | ------------- | ----- |
| Shunten     | 舜天     | ۱۱۸۷–۱۲۳۷ | دودمان تنسون  |       |
| Shunbajunki | 舜馬順熈 | ۱۲۳۸–۱۲۴۸ | دودمان تنسون  |       |
| Gihon       | 義本     | ۱۲۴۹–۱۲۵۹ | دودمان تنسون  |       |
| Eiso        | 英祖     | ۱۲۶۰–۱۲۹۹ | دودمان اسو    |       |
| Taisei      | 大成     | ۱۳۰۰–۱۳۰۸ | دودمان اسو    |       |
| Eiji        | 英慈     | ۱۳۰۹–۱۳۱۳ | دودمان اسو    |       |

| Tamagusuku | 玉城   | ۱۳۱۴–۱۳۳۶ | دودمان اسو      |                    |
| Seii       | 西威   | ۱۳۳۷–۱۳۵۴ | دودمان اسو      |                    |
| Satto      | 察度   | ۱۳۵۵–۱۳۹۷ | –               |                    |
| Bunei      | 武寧   | ۱۳۹۸–۱۴۰۶ | –               |                    |
| Shō Shishō | 尚思紹 | ۱۴۰۷–۱۴۲۱ | اولین دودمان شو |                    |
| Shō Hashi  | 尚巴志 | ۱۴۲۲–۱۴۲۹ | اولین دودمان شو | به عنوان شاه چوزان |

| نام               | کانجی  | دوره              | نسب یا دودمان   | توضیحات                                                        |
| ----------------- | ------ | ----------------- | --------------- | -------------------------------------------------------------- |
| Shō Hashi         | 尚巴志 | ۱۴۲۹–۱۴۳۹         | اولین دودمان شو | به عنوان شاه ریوکیو                                            |
| Shō Chū           | 尚忠   | ۱۴۴۰–۱۴۴۲         | اولین دودمان شو |                                                                |
| Shō Shitatsu      | 尚思達 | ۱۴۴۳–۱۴۴۹         | اولین دودمان شو |                                                                |
| Shō Kinpuku       | 尚金福 | ۱۴۵۰–۱۴۵۳         | اولین دودمان شو |                                                                |
| Shō Taikyū        | 尚泰久 | ۱۴۵۴–۱۴۶۰         | اولین دودمان شو |                                                                |
| Shō Toku          | 尚徳   | ۱۴۶۱–۱۴۶۹         | اولین دودمان شو |                                                                |
| Shō En            | 尚円   | ۱۴۷۰–۱۴۷۶         | دومین دودمان شو | با نام کانامارو اوشیما هم شناخته می‌شود                         |
| Shō Sen'i         | 尚宣威 | ۱۴۷۷              | دومین دودمان شو |                                                                |
| Shō Shin          | 尚真   | ۱۴۷۷–۱۵۲۶         | دومین دودمان شو |                                                                |
| Shō Sei           | 尚清   | ۱۵۲۷–۱۵۵۵         | دومین دودمان شو |                                                                |
| Shō Gen           | 尚元   | ۱۵۵۶–۱۵۷۲         | دومین دودمان شو |                                                                |
| Shō Ei            | 尚永   | ۱۵۷۳–۱۵۸۶         | دومین دودمان شو |                                                                |
| Shō Nei           | 尚寧   | ۱۵۸۷–۱۶۲۰         | دومین دودمان شو | ruled during Satsuma invasion; first king to be Satsuma vassal |
| Shō Hō            | 尚豊   | ۱۶۲۱–۱۶۴۰         | دومین دودمان شو |                                                                |
| Shō Ken           | 尚賢   | ۱۶۴۱–۱۶۴۷         | دومین دودمان شو |                                                                |
| Shō Shitsu        | 尚質   | ۱۶۴۸–۱۶۶۸         | دومین دودمان شو |                                                                |
| Shō Tei           | 尚貞   | ۱۶۶۹–۱۷۰۹         | دومین دودمان شو |                                                                |
| Shō Eki           | 尚益   | ۱۷۱۰–۱۷۱۲         | دومین دودمان شو |                                                                |
| Shō Kei           | 尚敬   | ۱۷۱۳–۱۷۵۱         | دومین دودمان شو |                                                                |
| Shō Boku          | 尚穆   | ۱۷۵۲–۱۷۹۵         | دومین دودمان شو |                                                                |
| Shō On            | 尚温   | ۱۷۹۶–۱۸۰۲         | دومین دودمان شو |                                                                |
| Shō Sei (r. ۱۸۰۳) | 尚成   | ۱۸۰۳              | دومین دودمان شو |                                                                |
| Shō Kō            | 尚灝   | ۱۸۰۴–۱۸۲۸         | دومین دودمان شو |                                                                |
| Shō Iku           | 尚育   | ۱۸۲۹–۱۸۴۷         | دومین دودمان شو |                                                                |
| Shō Tai           | 尚泰   | ۱۸۴۸–۱۱ مارس ۱۸۷۹ | دومین دودمان شو | آخرین شاه ریوکیو                                               |

| Shō Shōken | 向象賢 | ۱۶۶۶–۱۶۷۳ | سسی (نخست‌وزیر)          | اولین تاریخدان ریوکیو، زندگی:۱۶۱۷–۱۶۷۵          |
| Sai On     | 蔡温   | 1711–1752 | State instructor/regent | محقق و تاریخدان بزرگ اهل ریوکیو زندگی:۱۶۸۲–۱۷۶۱ |